# Steinův rodinný dům
Steinův rodinný dům byl postaven ve funkcionalistickém stylu v letech 1925 a 1926 podle projektu architekta Ernsta Wiesnera. Nachází se v brněnském katastrálním území Stránice č. p. 23 (Masarykova čtvrť), ulice Barvičova č. o. 25 / Hlávkova č. o. 2.

## Historie a popis
Stavebníkem domu byl obchodní ředitel Telefonní a elektrické společnosti v Brně Willy Leo Stein (1884–1937?) se svojí rodinnou: manželkou Margarete (1890–1942), synem Janem Petrem (1912–1930) a dcerou Margarete (1925–1942). Margarete se svojí stejnojmennou dcerou byla začátkem roku 1942 transportována do koncentračního tábora Terezín, jejich poslední stopa končí v transportu z 9. května 1942 do vyhlazovacího tábora Sobibor.
Rodinný dům navrhl architekt Ernst Wiesner v době, kdy se stýkal s Adolfem Loosem, jehož vilami s polovalenými a kýlovými střechami byl ovlivněn. Realizace Steinova domu proběhla v letech 1925 a 1926. Jedná se o budovu ve tvaru prostého kvádru uprostřed zahrady na strmém jihozápadním svahu Žlutého kopce. Z ulice se proto dům jeví jako dvoupodlažní, ze zahrady třípodlažní. Hlavní vstup se nachází v severní straně budovy z ulice Barvičovy a je krytý nízkou polovalbovou střechou. Za malým zádveřím s dveřmi do přípravny jídel a kuchyně se nachází hala s vchody do pokoje sluhy, knihovny a velkého obývacího pokoje, který sloužil zároveň i jako jídelna. Spodní podlaží, přístupné schodištěm ze zádveří, sloužilo jako hospodářské zázemí domu se sklepem a garáží s vjezdem ze zahrady. Točité schodiště z haly v přízemí vede do centrální haly v horním podlaží. Odtud je přístupných pět ložnic (pro pána a paní domu, dceru, syna a hostinský pokoj) s koupelnou s WC a druhým samostatným záchodem. Schody z haly v horním podlaží vedou na půdu, která je kryta kýlovou střechou s lamelovým krovem. Jedním z mála výrazných prvků z vnějšího pohledu jsou komíny, které vystupují z atiky. Zahradní průčelí je členěno dvěma balkony z pokojů pána domu a dcery a částečně představenou garáží. Na její střeše se nachází terasa přístupná z obývacího pokoje a schodištěm ze zahrady.
V roce 1937 došlo v zahradě k vybudování bazénu pro plavce s přiléhajícím dětským bazénkem. Vdova po staviteli, Margarete Steinová se svojí dcerou, musela svůj dům opustit zřejmě již na začátku druhé světové války. V budově následně sídlil vystěhovalecký fond pro Čechy a Moravu, v roce 1943 jej koupil Standartenführer SS Karl Schwabe, policejní ředitel a viceprezident země Moravskoslezské. Po válce byl dům v majetku národní správy, od roku 1948 Národní správy majetkové podstaty se sídlem v Praze. V současnosti je soukromým majetkem, částečně slouží jako obytný, část prostor zabírají kanceláře.
Dne 3. května 1958 bylo průčelí domu zapsáno na seznam kulturních památek.